# Baillaud (cràter)

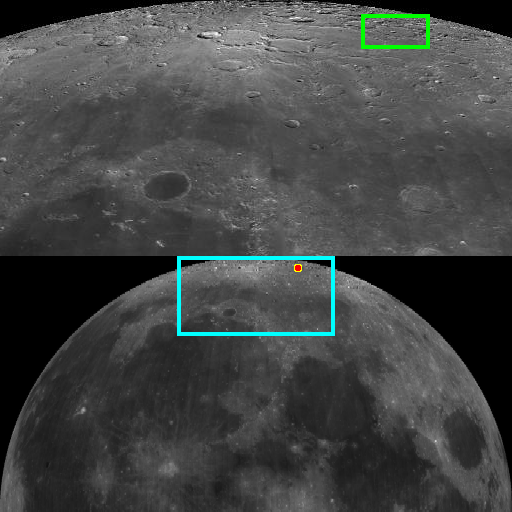
Localització de Baillaud

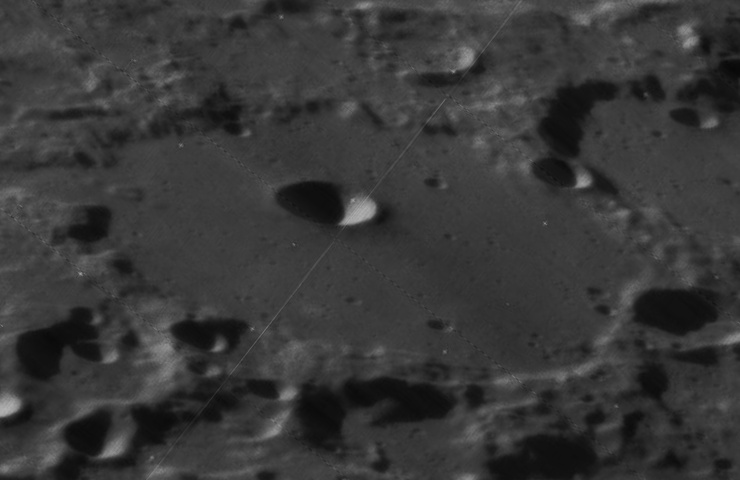
Fotografia de la missió Lunar Orbiter 4 (1967)

Baillaud és un cràter d'impacte lunar que es troba prop de l'extremitat nord de la Lluna. La vora del cràter s'ha erosionada a causa d'una llarga història d'impactes, deixant una cresta muntanyenca que envolta l'interior. El cràter Euctemó i els seus cràters satèl·lit envaeixen el contorn de Baillaud cap al nord-est i cap al nord-oest. En l'extrem sud del cràter existeix una escletxa que va connectar el flux de lava amb la superfície, inundant el costat sud.
L'interior de Baillaud ha estat submergit per antics fluxos de lava, deixant una superfície plana que està marcada solament per nombrosos petits cràters, amb el cràter satèl·lit Baillaud I en la meitat occidental. L'interior del cràter manca d'un pic central o de crestes significatius.

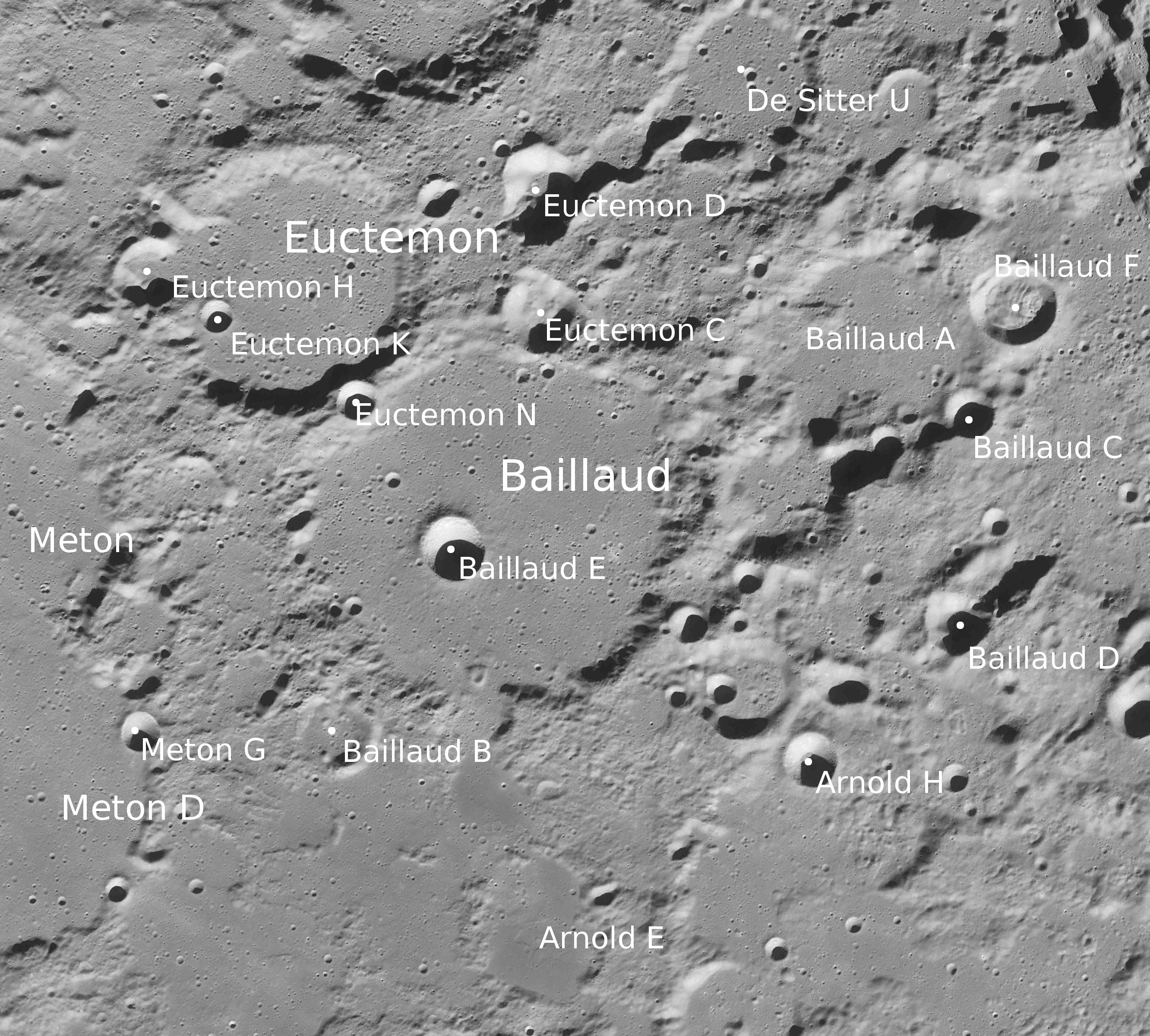
Fotografia de la missió Lunar Reconnaissance Orbiter

Entre els cràters propers s'inclouen la formació irregular Metó al sud-oest, i Petermann més cap a l'est. A causa de la seva ubicació, Baillaud s'observa des de la Terra amb un perfil allargat a causa de la perspectiva.

## Cràters satèl·lit
Per convenció aquests elements són identificats en els mapes lunars posant la lletra en el costat del punt mitjà del cràter que està més prop de Baillaud.
|          | \| Baillaud \| Coordenades \| Diàmetre \| \| -------- \| ------------------------------------ \| -------- \| \| A \| 75° 42′ N, 48° 48′ E / 75.7°N,48.8°E \| 56 km \| \| B \| 73° 00′ N, 33° 18′ E / 73.0°N,33.3°E \| 17 km \| \| C \| 75° 00′ N, 51° 24′ E / 75.0°N,51.4°E \| 11 km \| \| D \| 73° 36′ N, 49° 42′ E / 73.6°N,49.7°E \| 16 km \| \| E \| 74° 18′ N, 36° 00′ E / 74.3°N,36.0°E \| 14 km \| \| F \| 75° 42′ N, 53° 42′ E / 75.7°N,53.7°E \| 20 km \| |          |
| Baillaud | Coordenades | Diàmetre |
| A        | 75° 42′ N, 48° 48′ E / 75.7°N,48.8°E | 56 km    |
| B        | 73° 00′ N, 33° 18′ E / 73.0°N,33.3°E | 17 km    |
| C        | 75° 00′ N, 51° 24′ E / 75.0°N,51.4°E | 11 km    |
| D        | 73° 36′ N, 49° 42′ E / 73.6°N,49.7°E | 16 km    |
| E        | 74° 18′ N, 36° 00′ E / 74.3°N,36.0°E | 14 km    |
| F        | 75° 42′ N, 53° 42′ E / 75.7°N,53.7°E | 20 km    |